# 뱅상 콩파니
뱅상 장 음포이 콩파니(프랑스어: Vincent Jean Mpoy Kompany, 1986년 4월 10일 ~ )는 벨기에의 전 축구 선수, 현 축구 감독으로 현재 독일 분데스리가 바이에른 뮌헨의 감독이다. 포지션은 센터백이었다.
또한 콩파니는 벨기에 3부 리그팀 BX 브뤼셀의 구단주이기도 하다.

## 수상 내역
안데를레흐트

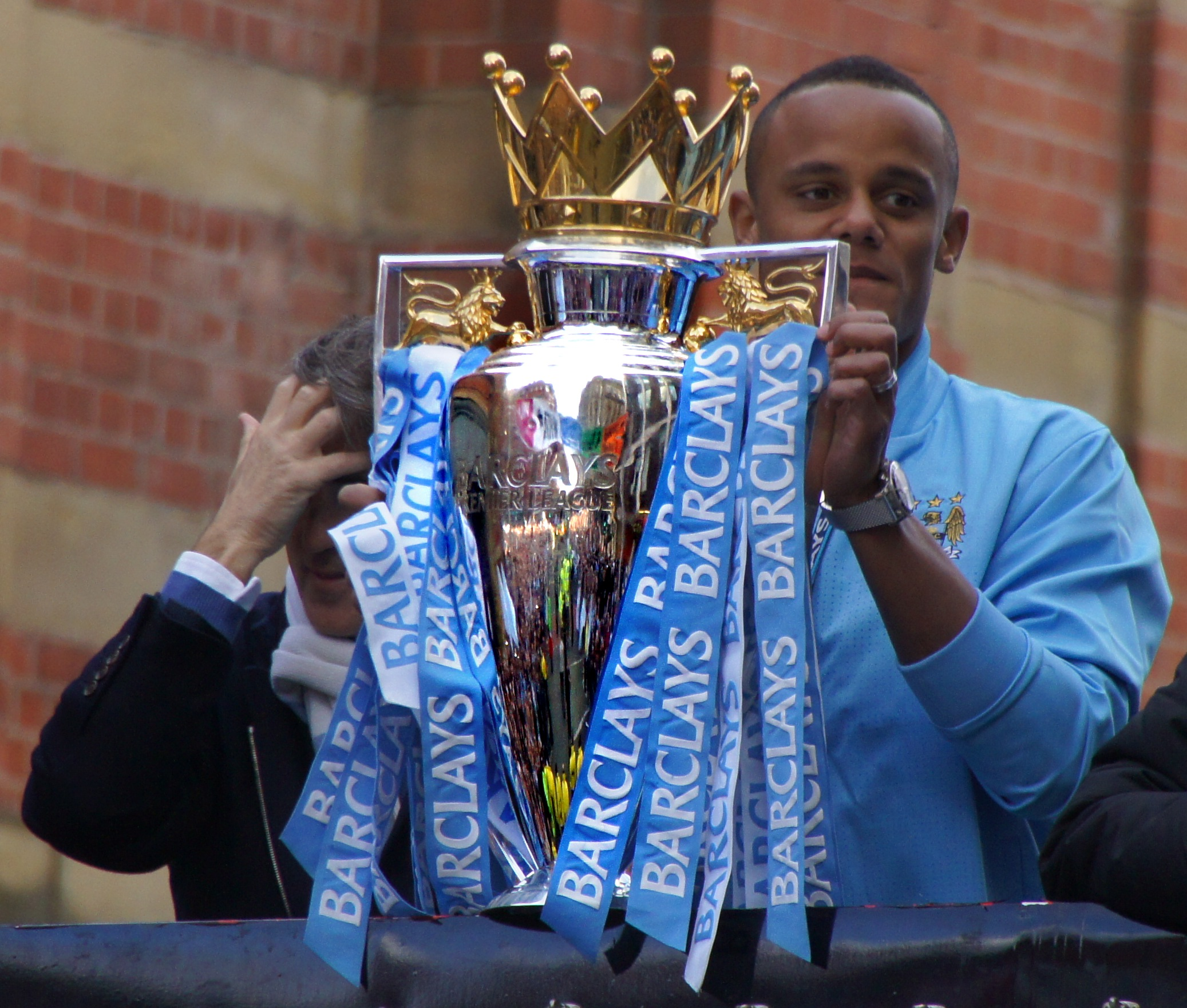
프리미어리그 2011-12 시즌 우승 후 트로피를 든 콩파니

- 벨기에 프로 리그: 2003-04, 2005-06

 함부르크
- UEFA 인터토토컵: 2007

 맨체스터 시티
- 프리미어리그: 2011-12, 2013-14, 2017-18, 2018-19
- FA컵: 2010-11, 2018-19
- FA 커뮤니티 실드: 2012, 2018
- EFL컵: 2013-14, 2015-16, 2017-18, 2018-19

#### 벨기에
- FIFA 월드컵 3위 : 2018

#### 개인
- 벨기에 골든슈 : 2004
- 벨기에 에보니슈 : 2004, 2005
- 벨기에 축구 영플레이어 : 2004-05, 2005-06
- 벨기에 축구 올해의 선수 : 2004-05
- 벨기에 올해의 해외선수 : 2010
- PFA 올해의 팀 : 2010-11, 2011-12, 2013-14
- 프리미어리그 올해의 선수 : 2011-12
- ESM 올해의 팀 : 2011-12
- BBC 올해의 골 : 2018-19
- FWA 공로상 : 2020
- EFL컵 결승 MoM : 2016, 2018
- 맨체스터 시티 올해의 선수 : 2010-11
- 맨체스터 시티 올해의 득점 : 2018-19
- 프리미어리그 명예의 전당 : 2022
- RBFA 125주년 팀 : 2020
- EFL 챔피언십 이 달의 감독 4회
- EFL 챔피언십 올해의 감독 : 2022-23
- LMA 챔피언십 올해의 감독 : 2022-23